# OTI 1981
Il decimo Festival della canzone iberoamericana si tenne a Città del Messico, in Messico il 5 dicembre 1981 e fu vinto da Francisco che rappresentava la Spagna.

## Classifica
| Paese                                                  | Artista                  | Canzone                                             | Posizione |
| Spagna                                                 | Francisco                | Latino                                              | 1         |
| Argentina                                              | Marianella               | Subete a mi nube                                    | 2         |
| Messico                                                | Yoshio                   | Lo que pasó, pasó                                   | 3         |
| Stati Uniti                                            | Aldo Matta               | Cuando fuiste mujer                                 | 3         |
| Colombia                                               | Jaime D'Alberto          | Si nací por amor yo nací para amar                  | 5         |
| Cile                                                   | Florcita Motuda          | Si hoy tenemos que cantar a tanta gente, pensémoslo | 5         |
| Honduras                                               | Oneyda                   | Ven                                                 | 7         |
| Nicaragua                                              | Luis Enrique Mejía Godoy | Así te quiero yo                                    | 8         |
| Paraguay                                               | Alberto de Luque         | Vos y yo seremos todos                              | 8         |
| Portogallo                                             | José Cid                 | Uma lagrima                                         | 10        |
| Brasile                                                | Claudia                  | Renacenza                                           | 10        |
| El Salvador                                            | Eduardo Fuentes          | El latinoamericano                                  | 12        |
| Ecuador                                                | Hermanos Diablo          | América                                             | 12        |
| Perù                                                   | Gladys Mercado           | Hombre de mis sueños                                | 12        |
| Porto Rico                                             | Glen Monroig             | Mirame a los ojos                                   | 15        |
| Costa Rica                                             | Juan Carlos Wong         | Cantaré                                             | 15        |
| Venezuela                                              | Neyda Perdomo            | Aquel ciego                                         | 17        |
| Panama                                                 | Roger Bares              | Pero ayer fuiste sólo María                         | 17        |
| Uruguay                                                | Ariel                    | Olvidemos recordando                                | 19        |
| Antille Olandesi                                       | Efrem Benita             | Vaya un amigo                                       | 20        |
| Guatemala                                              | Sergio Iván              | Estoy loco                                          | 21        |
| Luogo: Auditorio Nacional - Città del Messico, Messico |                          |                                                     |           |